# Léopold Davout (1904-1985)
Pour les autres membres de la famille, voir Famille d'Avout.
Léopold Henri Jean Louis Marie Davout, 5e duc d'Auerstaedt, né le 12 février 1904 à Tours et mort le 18 mai 1985 à Villejuif, fut un militaire et aristocrate français, combattant de la seconde guerre mondiale.

## Biographie

### Famille
Léopold Davout était le fils aîné de Louis Davout, 4e duc d’Auerstaedt, et de la duchesse Hélène, née Étignard de La Faulotte.

### Formation
Après avoir poursuivi ses études secondaires à l'École des Roches à Verneuil-sur-Avre, il intègre l’École polytechnique en 1924 et obtient son brevet de pilote (no 21806) le 30 décembre 1927 à Avord, alors qu’il est sous-lieutenant.

### Carrière militaire
En tant que pilote de chasse, il participe à la « campagne de pacification » du Maroc et commande ensuite au Niger.

#### Seconde Guerre mondiale
Pendant la drôle de guerre, il suit une formation au Centre d'Instruction à la Chasse (CIC) de Chartres pour s’entraîner sur Morane-Saulnier MS.406, avant de prendre un commandement d’un groupe d’assaut sur Breguet Br.693.
Il est ensuite à la tête du GBA II/51, équipé de Breguet 693 et Potez 630 pendant la campagne de France. Il est cité, à cette occasion, à l'ordre de l'armée aérienne comportant attribution de la croix de guerre avec palme : 

« Groupe 2/51. Commandant : officier d'élite commandant un groupe d'assaut. Possède les plus belles qualités militaires, communique à tout son personnel sa flamme et sa bonne humeur. Toujours en tête de son groupe a exécuté de nombreuses missions d'assaut, attaquant à la bombe, au canon, à la mitrailleuse, les éléments motorisés ennemis. Les 6, 7, 8 et 9 juin 1940, poussant des attaques très bas et très loin chez l'ennemi, a rapporté pour le commandement des renseignements précieux, est rentré, son avion gravement atteint par le feu ennemi. »

Après l'armistice, il gagne l'Indochine en février 1941 avec le dernier convoi venant de métropole. Il est commandant du Groupe aérien autonome 42 de février à mars 1941, puis commandant du Groupe de Chasse n.° 2 (escadrilles 2/595 et 2/596) de mars 1941 à juillet 1942 (en mai 1942, ce Groupe de Chasse est devenu Groupe Mixte avec la dissolution de la 2/596 et son remplacement par la 1/42).

#### Après-guerre
Il termine sa carrière militaire en 1946, comme colonel, attaché de l'Armée de l'Air au Japon.
Il devient ensuite directeur d'exploitation de la compagnie aérienne Compagnie générale transsaharienne en Algérie française, laquelle est absorbée en 1950 par Air Transport pour donner Air Transport Algérie, laquelle fusionne plus tard avec la Compagnie générale du transport pour former la CGT. Air Algérie.
Il décède le 18 mai 1985 à Villejuif. Il repose dans le même caveau que son grand-père (tombe adossée à celle du Maréchal) au cimetière du Père-Lachaise (28e division), à Paris.

## Anecdotes
"(...) Vous connaissez l'homme ? Il a une tête de Viking à 1,90 mètres environ au-dessus du sol, et en poussant un cri de judoka, les sourcils froncés, il ferait facilement peur à une bande de tueurs résolus. En fait c'est l'animal le plus téméraire, mais aussi le plus doux que l'Armée de l'Air ait jamais compté. Cette douceur fait de lui un merveilleux pilote. Sa témérité est organique et lui vaut une complète liberté d'esprit devant les choix difficiles (...)." 

"Un jour nous vîmes arriver à l'escadrille le commandant Davout d'Auerstaedt qui venait du CEV (Centre d'essai en vol) pour s'entraîner sur MS 406 avant de prendre un commandement. Il était précédé par sa légende. Le Lieutenant Masson qui avait assuré notre encadrement à Salon nous avait raconté avec sa gouaille habituelle quelques histoires sur son compte. D'abord l'affaire du bourricot du Maroc. Il était alors dans une unité de Potez 25 TOE. Un jour qu'il faisait du rase motte dans la campagne il avait accroché un bourricot qu'il avait tué laissant sur place une roue de son avion. Il se posa tant bien que mal sur le terrain sans faire trop de casse. A l'escadrille on étouffa l'incident et on répara l'avion sans mettre le commandant du groupe au courant. Mais le bédouin propriétaire de l'âne vint demander réparation en apportant la roue de l'avion comme pièce à conviction. Il fut adressé à Davout et lui demanda une somme sans doute raisonnable mais qu'il ne possédait pas, car faisant la foire il était souvent à court d'argent. Il emprunta autour de lui et pour payer sa dette, écrivit à son père pour lui demander de l'aide. Il lui aurait expliqué qu'on faisait entretenir le terrain en le faisant brouter par des moutons et qu'il en avait tué un certain nombre en se posant sans les avoir vus. Le père envoya la somme demandée. Il devait en avoir l'habitude. Elle devait dépasser largement ce qu'il avait donné au bédouin. Mais en même temps qu'il envoyait l'argent il écrivit une lettre au commandant de la Base pour lui faire observer que la présence des moutons sur la piste était dangereuse et qu'elle lui coûtait cher. Le Commandant fit son enquête et n'eut pas de mal à découvrir le pot aux roses. Il fit appeler Davout dans son bureau et lui demanda des explications, le rase motte étant probablement prohibé à cette époque. Davout lui expliqua qu'il ne volait pas si bas que ça. Le Commandant lui demanda comment il avait pu alors tuer l'âne. Davout lui répondit : « C'est pas ma faute si l'âne a sauté au moment où je passais. »"
"(...) Une autre histoire le concernant se passait à Dijon où il était pilote dans une escadrille de D.500. Le D.500 avait une commande de profondeur constituée par un tube reliant le manche à balai à la gouverne par l'intermédiaire d'une rotule. Un jour au cours d'une séance de voltige un sous-officier pilote de son escadrille eut une rupture de cette rotule et se trouva sans commande de profondeur. Il réussit cependant à ramener l'avion au terrain en jouant avec le régime du moteur et le réglage du plan fixe. On le décora pour cette action. Davout en fut vexé. Il partit avec son avion et le maltraita jusqu'à ce que la rotule cède. Il se posa lui aussi sans encombre. Et le lieutenant Masson concluait : « La Légion d'Honneur on pouvait pas la lui donner, il l'avait déjà. Alors on lui a collé quinze pains (quinze jours d'arrêts) ». C'est lui qui racontait que le même Davout aurait dit à son mécanicien : « Jules il y a trop de manettes et de cadrans dans cet appareil. Enlèves-en la moitié ». Après exécution, rentrant de vol il lui aurait dit : « Jules, il y a encore trop de machins là-dedans, enlève le reste !» Et Masson concluait : « Après ça il pilotait drôlement mieux. ». Je crois qu'il exagérait."

"Bref nous vîmes arriver le fameux Davout d'Auerstaedt dont on prétendait qu'au concours d'entrée à Saint-Cyr il aurait eu comme sujet de dissertation française : « Dîtes en quatre pages pourquoi vous voulez entrer à Saint-Cyr » et qu'il aurait rendu sa copie avec cette seule phrase : « Parce que je m'appelle Davout d'Auerstaedt. » Mais je crois que sa légende lui prêtait beaucoup plus qu'il n'avait fait. Nous avons discrètement essayé de le faire parler. Il n'a ni démenti ni infirmé ces bruits. C'était, quoique commandant, un élève pilote comme nous. Il participait à nos vols soit comme équipier soit comme chef de patrouille. Il lui arrivait même de se perdre en vol et de nous laisser le ramener au terrain."

## Mariage et descendance
Le 31 mars 1950, il épousa civilement (dans le 17e arrondissement de Paris) et religieusement le 11 avril 1950 (à Lourdes) Tsuyuko Ayusawa (née le 30 juin 1923 à Genève-Plainpalais et décédée le 11 novembre 2011 à Neuilly-sur-Seine), fille d'Iwao "Frederick" Ayusawa (Ōta, Ibaragi Ken, préfecture de Gunma, Japon, 15 octobre 1894 - France, 30 novembre 1972), légiste et diplomate, membre de la delegation japonaise dans l'Organisation internationale du travail (OIT) à Genève de 1920 à 1934, directeur de la branche de Tokyo de l'OIT de 1934 à 1941, de famille samouraï (fils de Sobei Ayusawa et de sa femme), et de sa femme (14 octobre 1922) Tomiko Yoshioka.
De ce mariage naissent sept enfants : 
1. Charles Louis Iwao Marie, 6e duc d'Auerstaedt, né le 30 novembre 1951 à Paris et mort le 8 février 2006 à Gagny (Seine-Saint-Denis, Île-de-France), marié à Meknès, le 31 janvier 1986, à Bouchra Jabri (Meknès, 18 octobre 1961)[9]. D’où :
  - Sébastien d'Avout, 7e duc d’Auerstaedt, né à Meknès, 10 décembre 1992 [9].
2. Benoît, né le 26 août 1954
3. Augustin, né le 25 novembre 1955
4. Jérôme, né en 1957
5. Bérénice, née en 1958
6. Amicie, née en 1964

## Pour approfondir